# Marie et le Curé
Pour plus de détails, voir Fiche technique et Distribution.
Marie et le Curé est un court métrage français réalisé par Diourka Medveczky en 1967, inspiré d'un fait divers marquant des années 1950 connu sous le nom de l'affaire du curé d'Uruffe.

## Synopsis
Marie est la bonne du curé d'un petit village de campagne. Envoûté par ses formes, le jeune curé succombe. Quand la jeune femme tombe enceinte, le curé décide de l'assassiner et tue également l'enfant, en ayant pris le soin de le baptiser au préalable.

## Fiche technique
- Titre : Marie et le Curé
- Réalisation : Diourka Medveczky
- Montage : Diourka Medveczky
- Production : Diourka Medveczky et Pascal Aubier
- Pays d’origine : France
- Langue originale : français
- Format : noir et blanc
- Genre : drame
- Durée : 35 minutes
- Année de production : 1967

## Distribution
- Bernadette Lafont : Marie
- Jean-Claude Castelli : le curé